# Карнач (река)
Карнач — река в России, протекает по Вытегорскому району Вологодской области и Пудожскому району Карелии. Устье реки находится в 33 км по левому берегу реки Сомба. Длина Карнача составляет 23 км, площадь водосборного бассейна — 68,5 км².

## Данные водного реестра
По данным государственного водного реестра России, река относится к Балтийскому бассейновому округу. Водохозяйственный участок реки — Водла. Речной подбассейн Карнача — Свирь (включая реки бассейна Онежского озера). Относится к речному бассейну реки Нева (включая бассейны рек Онежского и Ладожского озера).
Код объекта в государственном водном реестре — 01040100412102000016920.